# Гленвуд-Лендінг (Нью-Йорк)
Гленвуд-Лендінг (англ. Glenwood Landing) — переписна місцевість (CDP) в США, в окрузі Нассау штату Нью-Йорк. Населення — 3948 осіб (2020).

## Географія
Гленвуд-Лендінг розташований за координатами 40°49′46″ пн. ш. 73°38′16″ зх. д. / 40.82944° пн. ш. 73.63778° зх. д. (40.829445, -73.637727).  За даними Бюро перепису населення США в 2010 році переписна місцевість мала площу 2,52 км², уся площа — суходіл.

## Демографія
Згідно з переписом 2010 року, у переписній місцевості мешкало 3779 осіб у 1336 домогосподарствах у складі 1049 родин. Густота населення становила 1502 особи/км².  Було 1400 помешкань (556/км²).
Расовий склад населення:
| - 92,9 % — білих - 3,7 % — азіатів - 0,8 % — чорних або афроамериканців - 0,1 % — корінних американців - 1,0 % — осіб інших рас |

До двох чи більше рас належало 1,5 %. Частка іспаномовних становила 6,1 % від усіх жителів.
За віковим діапазоном населення розподілялося таким чином: 25,9 % — особи молодші 18 років, 58,2 % — особи у віці 18—64 років, 15,9 % — особи у віці 65 років та старші. Медіана віку мешканця становила 44,2 року. На 100 осіб жіночої статі у переписній місцевості припадало 89,1 чоловіків;  на 100 жінок у віці від 18 років та старших — 88,6 чоловіків також старших 18 років.
Середній дохід на одне домашнє господарство  становив 143 857 доларів США (медіана — 124 615), а середній дохід на одну сім'ю — 165 000 доларів (медіана — 155 903). Медіана доходів становила 97 000 доларів для чоловіків та 85 417 доларів для жінок. За межею бідності перебувало 1,3 % осіб, у тому числі 0,0 % дітей у віці до 18 років та 0,0 % осіб у віці 65 років та старших.
Цивільне працевлаштоване населення становило 2043 особи. Основні галузі зайнятості: освіта, охорона здоров'я та соціальна допомога — 23,3 %, фінанси, страхування та нерухомість — 16,4 %, науковці, спеціалісти, менеджери — 14,6 %.